# Новозеландски сокол
Новозеландският сокол (Falco novaeseelandiae) е вид птица от семейство Соколови (Falconidae). Видът е почти застрашен от изчезване.

## Разпространение
Видът е разпространен в Нова Зеландия.